# エドワード・ビカステス
エドワード・ビカステス（Edward Bickersteth、1850年6月26日 - 1897年8月5日）は、イングランド国教会のイギリス人宣教師である。高い指導力を発揮し、現在の日本聖公会の基礎を築いた。

## 経歴・人物
1850年、ロンドン近郊に生まれ、ケンブリッジ大学卒業後、同大学講師となる。1877年より同大学ミッション首長としてインドに伝道。ビカステスの父・ヘンリーも聖職者であったが、インド北部のデルヒに息子が宣教に行くことに決まったとき、「我が為、そして福音の為」と述べたといわれ、以来この言葉はケンブリッジ大学宣教団の標語として伝えられたとされる。
1886年（明治19年）、逝去したプール主教の後任として主教按手をうけて、第2代日本主教として来日する。
英米の主教の管轄権をめぐる諸問題の解決、両国の三つのミッション（イギリスのSPGとCMS及び米国聖公会伝道局）の協力態勢を確立と活動の統一を主導し、1887年（明治20年）2月に米国聖公会のチャニング・ウィリアムズとともに日本聖公会を設立。1888年（明治21年）には香蘭女学校を設立する。
また、ビカステスは、1896年（明治29年）の日本聖公会第5総会において、現在の日本聖公会11教区の母体となる6地方部を組織し、日本聖公会の地方部制の確立に指導的役割を果たすとともに、祈禱書の改訂も実現した。聖アンデレ伝道団と聖ヒルダ伝道団も、ビカステスによって創設された。
1896年（明治29年）、軽井沢に別荘を建てるも、まもなくして病を得て帰国し、翌年死去。